# Miramar Esporte Clube
Miramar Esporte Clube é uma agremiação esportiva de Cabedelo, no estado da Paraíba, fundada a 28 de março de 1928.

## História
Fundado por Antônio Sávio de Azevedo (conhecido por "Menininho") em 28 de março de 1928, o Miramar Esporte Clube conquistou seu primeiro acesso à Primeira Divisão estadual em 1932. O time alviverde só voltaria a jogar na elite do futebol paraibano 69 anos depois com o título do Campeonato Paraibano da Segunda Divisão em 2001, de forma invicta. Na participação da Primeira Divisão estadual, só disputou as edições de 2002 e 2004. Neste último ano, foi vice-campeão da Copa Paraíba.
Voltou à ativa em 2010, depois de ausentar-se em 3 edições consecutivas da Segunda Divisão estadual, e foi promovido, junto com o CSP, à Primeira Divisão de 2011, na qual foi rebaixado. O Tubarão do Porto disputaria novamente a divisão principal do futebol paraibano em 2015, e caiu novamente à Segunda Divisão. Porém, o time voltou a ativa em 2022 na Campeonato Paraibano de Futebol de 2022 - Terceira Divisão, no qual não teve o acesso. Entretanto, O "Tubarão do Porto'', voltou na ativa em 2024, onde foi promovido e campeão do Campeonato Paraibano de Futebol de 2024 - Terceira Divisão vencendo nos penaltis contra o Serrano pelo placar de 4 a 3. Com isso, O Miramar junto com o Serrano, foi promovido ao Campeonato Paraibano da Segunda Divisão de 2025. 
Apesar de possuir um estádio próprio, o Francisco Figueiredo de Lima, com capacidade para 5.000 torcedores, tal praça de esportes não é utilizada em decorrência de sua frágil infraestrutura. Por isso, o Miramar manda suas partidas em outros estádios, como o Almeidão, o Estádio da Graça, o Tomazão (todos em João Pessoa) e o Carneirão, em Cruz do Espírito Santo.

## Clássico
O Miramar possui um rival da mesma cidade: o Nacional, que encontra-se inativo desde 2006, mas que nunca se enfrentaram em competições profissionais.

## Treinadores
- Tassiano Gadelha (2002)
- Wamberto Firmino (2002)
- Neto Maradona (2003)
- Reginaldo Sousa (2004)
- Washington Lobo (2010)[2]
- Maurício Cabedelo (2011)
- Luiz Carlos Cruz (2011)
- Tassiano Gadelha (2011)[3]
- Washington Lobo (2012)
- Romildo Freire (2012)
- Ramiro Sousa (2014)
- Reginaldo Sousa (2015)
- Gerson Júnior (2016)
- Reginaldo Sousa (2017)
- Nevada (2019)
- Wemerson Carvalho (2019)
- Nevada (2022)
- Douglas Andrade (2024)
- Tassiano Gadelha (2025–)

## Títulos
| Estaduais | Estaduais                               | Estaduais | Estaduais  |
|           | Competição                              | Títulos   | Temporadas |
| --------- | --------------------------------------- | --------- | ---------- |
|           | Campeonato Paraibano - Segunda Divisão  | 1         | 2001       |
|           | Campeonato Paraibano - Terceira Divisão | 1         | 2024       |

## Desempenho em competições

### Campeonato Paraibano - 1ª divisão
| Ano  | Posição                        |
| 1932 | 8º                             |
| 2002 | 13º                            |
| 2003 | 7º                             |
| 2004 | 8º (Vice-Lanterna e Rebaixado) |
| 2011 | 10º (Lanterna e rebaixado)     |
| 2015 | 10º (Lanterna e rebaixado)     |

### Campeonato Paraibano - 2ª divisão
| Ano  | Posição                    |
| 2001 | (Campeão e Promovido)      |
| 2010 | (Vice-Campeão e Promovido) |
| 2012 | 4º colocado                |
| 2014 | (Vice-Campeão e Promovido) |
| 2016 | 9º colocado                |
| 2017 | 9º colocado                |
| 2019 | 11º colocado               |

### Campeonato Paraibano - 3ª divisão
| Ano  | Posição               |
| 2024 | (Campeão e Promovido) |